# Charmey
Charmey (antiguamente en alemán Galmis) es una comuna suiza del cantón de Friburgo, situada en el distrito de Gruyère. Limita al norte con las comunas de Cerniat y Plaffeien, al este con Jaun y Saanen (BE), al sur con Château-d'Œx (VD) y Rougemont (VD), y al oeste con Grandvillar, Bas-Intyamon, Gruyères, Broc y Crésuz.

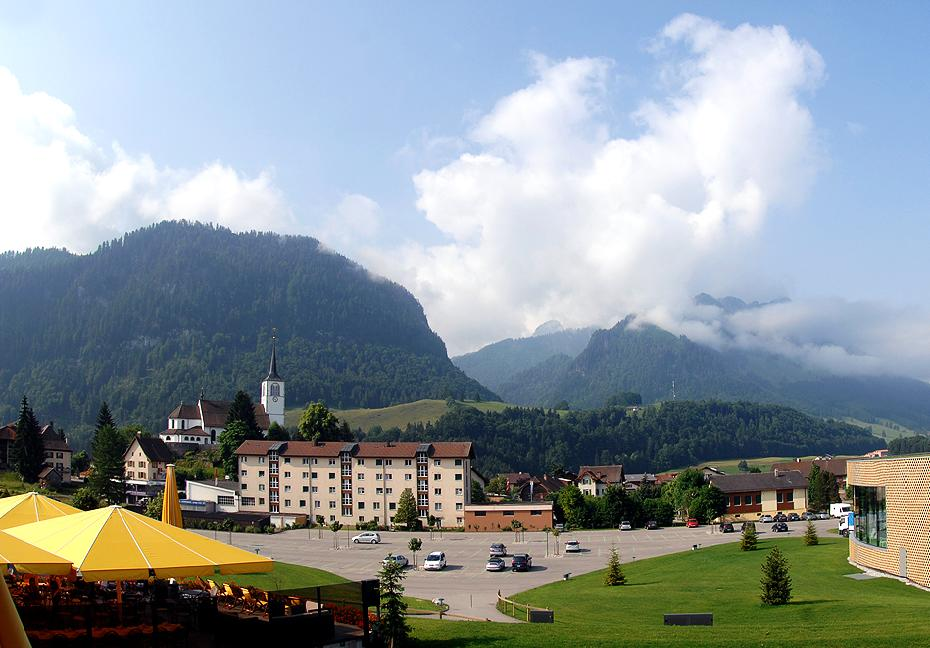
Vista de Charmey.